# Santa Maria de Távora
Santa Maria de Távora is een plaats (freguesia) in de Portugese gemeente Arcos de Valdevez en telt 729 inwoners (2001).

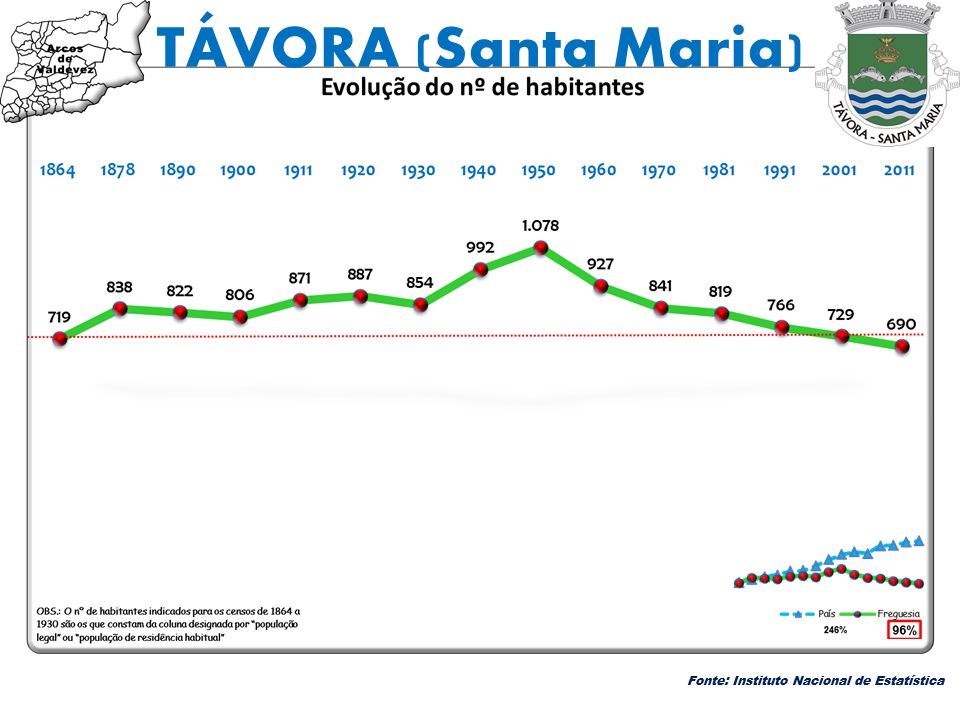
Bevolkingsontwikkeling tussen 1864 en 2011